# Mydlovary
Mydlovary (en allemand : Mydlowar ou Midlowar) est une commune du district de České Budějovice, dans la région de Bohême-du-Sud, en République tchèque. Sa population s'élevait à 310 habitants en 2023.

## Géographie
Mydlovary se trouve à 3 km au nord-nord-ouest du centre de Zliv, à 16 km au nord-ouest de České Budějovice et à 110 km au sud de Prague.
La commune est limitée par Olešník au nord-ouest, par Zahájí à l'est, par Zliv et Pištín au sud, et par Dívčice à l'ouest.

## Histoire
La première mention écrite du village date de 1352.

## Transports
Par la route, Mydlovary se trouve à 8,3 km de Hluboká nad Vltavou, à 18 km du centre de České Budějovice,  et à 159 km de Prague.